# Инстаграм
Instagram е онлайн мобилна социална мрежа, която служи за споделяне на снимки и кратки видеа.
По оригиналната идея, снимките са квадратни като от фотоапарат на Полароид или Кодак, но версията 7.5, издадена през 2015 г., позволява на потребителите да споделят снимки и видеа с различни размери. Освен това те могат да добавят филтри на снимките си, а максималното времетраене на видеата е 15 секунди. 
Instagram е създаден от Кевин Систром и Майк Крийгър и е пусната през октомври 2010 г. като безплатно мобилно приложение. Услугата бързо добива популярност и през април 2012 г. е използвана от над 100 милиона потребители по целия свят, а през декември 2014 г., те наброяват над 300 милиона.
Приложението е закупено от Facebook през април 2012 г. за 1 милиарда долара в брой и акции. След покупката услугата нараства с 23%, докато Facebook – само с 3%.[източник? (Поискан днес)]